# Phi Tai Hong
Phi Tai Hong (thailandeză ผีตายโหง) este o fantomă din folclorul thailandez. Este spiritul răzbunător și neliniștit al unei persoane care a suferit o moarte violentă sau crudă.

## Descriere
Phi Tai Hong este de obicei fantoma unui bărbat sau a unei femeie care a murit brusc, adesea fără respectarea ritualurilor funerare adecvate. Conform Royal Institute Dictionary 1999, dicționarul oficial al cuvintelor thailandeze, tai hong înseamnă „a muri de o moarte nenaturală și violentă, cum ar prin asasinare sau înec”, iar Phi Tai Hong înseamnă fantoma unei persoane care a murit într-o asemenea manieră. Cuvântul hong (โหง) are două componente: „suferință mare” și „bruscă sau neașteptată”, ultima componentă fiind mai proeminentă, deoarece oamenii care devin Phi Tai Hong nu au timp să se pregătească de moarte. Aceste tipuri de fantome simbolizează modul în care viața se poate încheia imprevizibil și oricine poate deveni victimă a morții. Astfel, există o distincție între ei și, de exemplu, bolnavii de cancer, care suferă foarte mult, dar care sunt conștienți de starea lor și de moartea iminentă. Nici sinucigașii sau prizonierii executați nu intră în categoria Phi Tai Hong, deoarece moartea lor a fost anticipată.
Conform tradiției orale thailandeze, Phi Tai Hong sunt deosebit de periculoase și agresive, deoarece, din cauza morții subite, nu au putut să își îndeplinească visele și dorințele în timpul vieții. Ca atare, mânia și întristarea lor se manifestă sub forma unei fantome răzbunătoare. Se crede că în primele șapte zile de la moartea unei persoane spiritul ei caută cel mai activ răzbunarea, iar cei vii sunt sfătuiți să evite zona în care a murit. Phi Tai Hong vor încerca adesea să ucidă alți oameni în aceeași manieră în care au murit ele înșele și, în consecință, sunt printre cele mai temute fantome din cultura thailandeză.
În cultura thailandeză acest tip de spirite răzbunătoare este considerat unul dintre cele mai greu de exorcizat. Acest lucru este cauzat de natura lor deosebit de violentă și de faptul că bântuie activ zonele în care a avut loc moartea lor, inclusiv în case. Exorcizările pot fi foarte complicate, implicând ceremonii ezoterice. Poveștile despre acest tip de spirit și ceremoniile de exorcizare care sunt necesare pentru a fi eliberate de ele sunt populare în publicațiile thailandeze.

### Tai Thang Klom și Tai Thong Klom
Cea mai violentă și mai răzbunătoare manifestare a Phi Tai Hong se prezintă sub forma unor fantome numite Tai Thang Klom (ตายทั้งกลม) sau Tai Thong Klom (ตาย ท้อง กลม) – fantome ale femeilor însărcinate care au murit împreună cu copilul nenăscut, de obicei din cauza complicațiilor la naștere. Aceste fantome sunt și mai malefice pentru că s-au pierdut două vieți, nu doar una, rezultând în puterea a două spirite.
Înregistrările scrise remarcă, încă din perioada Ayutthaya, puterea și frica asociate cu acest tip special de spirit. Conform scrierilor lui Jeremias van Vliet, un director al Companiei Olandeze a Indiei de Est din Ayutthaya în secolul al XVII-lea, sacrificarea femeilor însărcinate prin îngroparea lor de vii sub fortificațiile orașului le-a transformat în spirite protectoare, mai degrabă decât distrugătoare.

## Adaptări moderne
Phi Tai Hong a fost prezentată în mai multe filme de diferite genuri, cum ar fi în comedia horror tailandeză din 2003 Buppah Rahtree și filmul din 2010 Tai Hong. Apare și în multe alte filme, dar în circumstanțe mai puțin importante pentru subiectul filmului. În varianta Tai Thang Klom, această fantomă este prezentată în filmul din 2010 Tai Thang Klom („Alba ca Zăpada”).
Phi Tai Hong este, de asemenea, o temă preluată des de telenovelele thailandeze (lakhon), precum The Sixth Sense (สื่อ รัก สัมผัส หัวใจ),, serialul de mare succes Raeng Ngao (แรง เงา) și Fai Huan (ไฟ หวน), precum și cel mai recent serial Nang Chada (นาง ชฎา), cu Davika Hoorne în rolul fantomei răzbunătoare și Waen Sawat (แหวน) jucând-o pe „Pancake” Khemanit Jamikorn într-un dublu rol.
Legenda Phi Tai Hong este adesea preluată în filme erotice, precum Phi Sao Tai Hong și Khon Hen Phi, în care personajul principal petrece o noapte de amor cu o femeie, dar apoi află mai târziu că a fost doar o fantomă.